# Tonlesapia tsukawakii
Tonlesapia tsukawakii är en fiskart som beskrevs av Hiroyuki Motomura och Mukai 2006. Tonlesapia tsukawakii ingår i släktet Tonlesapia och familjen sjökocksfiskar. IUCN kategoriserar arten globalt som otillräckligt studerad. Inga underarter finns listade i Catalogue of Life.